# حسن المحمد (لاعب كرة قدم لبناني)
حسن أل محمد (24 أغسطس 1988 ببيروت في لبنان - ) هو لاعب كرة قدم لبناني في مركز الهجوم. شارك مع منتخب لبنان لكرة القدم. أما مع النوادي، فقد لعب مع نادي النجمة وSarawak FA State Football Team ‏.

## وصلات خارجية
- حسن أل محمد على موقع قاعدة بيانات كرة القدم.إي يو (الإنجليزية)
- حسن أل محمد على موقع ناشيونال فوتبول تيمز (الإنجليزية)
- حسن أل محمد على موقع عالم كرة القدم.نت (الإنجليزية)
- حسن أل محمد على موقع كووورة